# CAロサリオ・セントラル
クルブ・アトレティコ・ロサリオ・セントラル（スペイン語: Club Atlético Rosario Central）は、アルゼンチン・サンタフェ州・ロサリオをホームタウンとするサッカークラブである。リーガ・プロフェシオナル所属。

## 概要
首都ブエノスアイレスとブエノスアイレス州（大ブエノスアイレス都市圏）以外に本拠地を置くクラブとしては、アルゼンチンでもっとも成功を収めているクラブのひとつである。プリメーラ・ディビシオン（1部）で4度優勝しており、直近の優勝は1986-87シーズンである。さらに、1995年にはコパCONMEBOL（コパ・スダメリカーナの前身となった大会）でも優勝した。
アルゼンチン最古のサッカークラブのひとつであり、公式には1889年に設立された。クラブ名称はイギリス人が所有するセントラル・アルゼンチン鉄道会社に因んでいる。同じロサリオに本拠地を置くニューウェルズ・オールドボーイズとの試合はクラシコ・ロサリーノ（ロサリオ・ダービー）と呼ばれ、非常に白熱した試合になる。ホームスタジアムはエスタディオ・ヒガンテ・デ・アロシート（エスタディオ・Dr. リサンドロ・デ・ラ・トーレ）であり、ロサリオ市で最も大きなスタジアムである。

## 歴史

### 黎明期

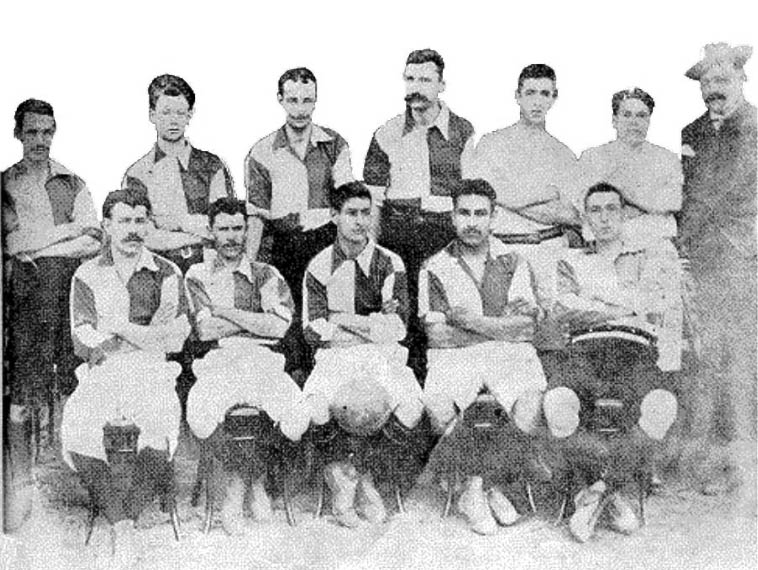
格子模様のジャージを着用していた1903年のチーム

1889年12月24日、セントラル・アルゼンチン鉄道のイギリス人労働者達によって、セントラル・アージェンティン・レールウェイ・アスレティック・クラブ (Central Argentine Railway Athletic Club) として設立された。1904年、セントラル・アルゼンチン鉄道とブエノスアイレス鉄道が統合され、クラブの名称が現在のクルブ・アトレティコ・ロサリオ・セントラル (Club Atlético Rosario Central) に変更された。当初のユニフォームカラーは赤と白だったが、その後青と白の格子模様を経て、現在の青と黄色の縦縞に落ち着いた。

### アマチュアリーグ時代（1905年-1930年）
1905年、ロサリオ市のクラブらによってロサリオサッカーリーグが設立され、ロサリオ市のサンティアゴ・ピナスコ市長がトロフィーを寄贈したため、初回大会はコパ・サンティアゴ・ピナスコと名付けられた。5月21日に行われたCAデル・ロサリオとの初戦には3-1で勝利し、6月に行われたノッティンガム・フォレストFC（イングランド）との親善試合には0-5で敗れた。1908年には初のリーグ優勝を果たし、1913年にはリーグから脱退したが、1914年に復帰すると20試合を戦って19勝1分（99得点10失点）の圧倒的な成績を残し、51得点を挙げたハリー・ハジェスが得点王に輝いた。1915年と1916年にも優勝して3連覇を達成。1919年の優勝が最後のタイトルとなり、1920年に再びリーグを脱退した。脱退するやいなやアマチュア協会に加わったが、結局アマチュア協会に意見を異にしたセントラルなどのクラブは、1921年に再びロサリオサッカーリーグに復帰した。1923年、1927年、1928年、1930年にリーグ優勝し、ロサリオサッカーリーグの最多優勝クラブとなった。
1915年には、ブエノスアイレスとロサリオの各リーグ優勝クラブによって争われるコパ・イバルグレンに出場し、ブエノスアイレス王者のラシン・クラブを3-1で破って優勝した。同年のコパ・デ・オノール・ムニシパリダ・デ・ブエノスアイレスではCAインデペンディエンテを1-0で破って優勝し、コパ・デ・コンペテンシア・ジョッキー・クラブでは再びラシンを破って優勝した。1920年のコパ・デ・コンペテンシアではCAアルマグロを破って優勝した。

### プロリーグ時代（1931年-現在）

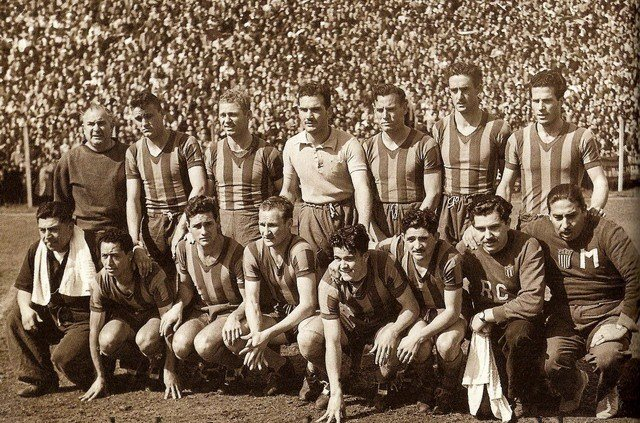
2度目のプリメーラ昇格を果たした1951年のチーム

1931年、アルゼンチンではプロリーグ化が行われ、ロサリオでは初のプロリーグを組織するためにロサリオサッカー協会が設立された。サンタフェ州知事のルシアーノ・モリーナスに因み、コパ・ナカシオ・ビラはトルネオ・ゴベルナドール・ルシアーノ・モリーナスという名称に変更された。セントラルは1937年と1938年にリーグ優勝した。
1939年、セントラルとライバルのニューウェルズ・オールドボーイズはアルゼンチンサッカー協会に対してリーグ加盟の承認を求め、両クラブともプリメーラ・ディビシオン（1部）に受け入れられた。1941年のセントラルは20試合を戦って6勝しか挙げられず、プリメーラB（当時2部相当）に降格したが、プリメーラBで過ごしたのはわずか1シーズンであり、1942年には25勝4敗の成績でプリメーラ・ディビシオン昇格を果たした。1950年には再びプリメーラB降格となったが、前回同様に降格から1年で昇格を果たした。

#### 初のリーグ優勝
アンヘル・ラブルナ監督が率いたナシオナル1971ではプレーオフに出場し、準決勝ではアルド・ポイがダイビングヘッドで決勝点を決めてニューウェルズを破った。この得点は今日でもサポーターに記憶されており、12月19日にはポイが参加する祝賀行事が行われることもある。プレーオフ決勝ではCAサン・ロレンソ・デ・アルマグロを破り、初のプリメーラ・ディビシオン優勝を果たした。2年後のナシオナル1973では、カルロス・グリグオル監督が指揮して2度目のリーグ優勝を果たした。この時のチームの主力選手にはポイ、カルロス・アイマール、ホルヘ・ソラーリなどがおり、カルロス・ビアスット、ホルヘ・ゴンサーレス、アウレリオ・パスクティーニ、ダニエル・キリェール、マリオ・キリェール、アイマール、エドゥアルド・ソラーリ、ポイ、ラモン・ボベーダ、ロベルト・カブラル、ダニエル・アリコがレギュラーを務めた。1974年にはインスティトゥートACコルドバからストライカーのマリオ・ケンペスを獲得し、ケンペスはバレンシアCF（スペイン）移籍後の1978 FIFAワールドカップで得点王に輝く活躍を見せた。

#### 1980年代
1970年代半ば以降は7年間無冠が続いたが、アンヘル・トゥリオ・ソフ監督が指揮したナシオナル1980で久々の優勝を飾った。この時のセントラルはピッチ上で優雅なプレーを見せ、「ラ・シンフォニカ」（オーケストラのシンフォニー）と呼ばれた。ラシン・デ・コルドバと対戦した決勝では、ファーストレグで5-0と快勝し、セカンドレグに0-2と敗れたものの、得失点差でリーグ優勝を決めた。ダニエル・カルネバーリ、フアン・カルロス・ギエルメッティ、エドガルド・バウサ、オスカル・クライジャチッチ、ホルヘ・ガルシア、ホセ・ガイタン、ダニエル・スペランディオ、エドゥアルド・バカス、フェリクス・オルテ、ビクトル・マルチェッティ、ダニエル・テグリアがレギュラーだった。その後何年かは低調なシーズンが続き、1984年にプリメーラB降格となったが、ペドロ・マルチェッタ監督が采配を振るったチームはわずか1年でプリメーラ・ディビシオン復帰を果たした。ソフ監督が再び指揮を取った1986-87シーズンには4度目のリーグ優勝を果たした。この時のチームのレギュラーはアレハンドロ・ラナーリ、エルナン・ディアス、ホルヘ・バルビス、バウサ、ペデルネーラ、オマール・パルマ、アデルキ・コルナグリア、ロベルト・ガスペリーニ、オスバルド・エスクデロ、フェルナンド・ランシデイ、ウーゴ・ガジョーニだった。

#### 1990年代以降
1990年代最初の数年間は国内リーグで低調な成績に終わったが、1995年のコパCONMEBOLで優勝を果たした。今日においても、この年のコパCONMEBOLはサンタフェ州のクラブが獲得した唯一の国際タイトルである。アトレチコ・ミネイロ（ブラジル）戦ではアウェーでのファーストレグに0-4で敗れたが、ホームでのセカンドレグに4-0で勝利し、PK戦に4-3で勝利したロサリオが勝ち上がった。1997年11月23日のロサリオ・ダービーには4-0で勝利したが、ニューウェルズはその試合の後半途中に試合を放棄したため、毎年11月23日は"Dia del abandono"（逃亡者の記念日）とされ、セントラルのサポーターがお祝いをしている。2000年代後半には成績が低迷し、2009-10シーズン後に行われた昇降格プレーオフではCAオール・ボーイズと対戦したが、2試合合計1-4で敗れてプリメーラB・ナシオナル（2部）に降格した。この際、オラシオ・ウサンディサーガ会長の経営手腕が疑問視され、サポーターから殺害予告を受けたため、ウンディサーガはスペインに逃避した。その後、会長選挙が行われてノルベルト・エスペシアーレが新会長に就任した。2012-13シーズン開幕時点でコパ・リベルタドーレスには10度出場しており、ボカ・ジュニアーズ、CAリーベル・プレート、CAインデペンディエンテ、CAサン・ロレンソ・デ・アルマグロに次いでアルゼンチン5位タイ（エストゥディアンテス・デ・ラ・プラタやCAベレス・サルスフィエルドと同数）の出場回数を誇る。

## ニックネーム
最も一般的に使用される愛称はLos Canallas（ロス・カナージャス、ならず者）である。1920年代、ニューウェルズとともに難病患者を迎えてのチャリティーマッチを企画したが、あらぬ誤解から試合をキャンセルしたため、ニューウェルズのファンにこう呼ばれたのが始まりである。本来ならば蔑称として使用される単語であるが、クラブもマスコミも堂々と使用している。この出来事以来、ニューウェルズはLeprosos（レプロソス、ハンセン病患者）というニックネームで呼ばれている。1928年、セントラルのサポーターがライバルのCAベルグラーノのスタジアム近くで布地を燃やし、その際に「ならず者!　ならず者!」と呼ばれたのが始まりであるとする説もある。2007年1月にアメリカのニュージャージー州で行われた記者会見で、ロサリオ出身のロベルト・フォンタナローサは愛称のスペル変更を行なった。彼によれば、ロサリオ出身の人々はスペイン語の「Canallas」という単語を使用しないということで、新しいスペルは「Canayas」（カナ読みはいずれもカナージャス）となった。
下部組織から優れた選手を多く輩出していることと、アマチュアリーグ時代の優勝回数が多いことがラシン・クラブに似ていることなどから、ラシン・クラブと同様のLa Academia（ラ・アカデミア、学院）という愛称も持つ。

## サポーター

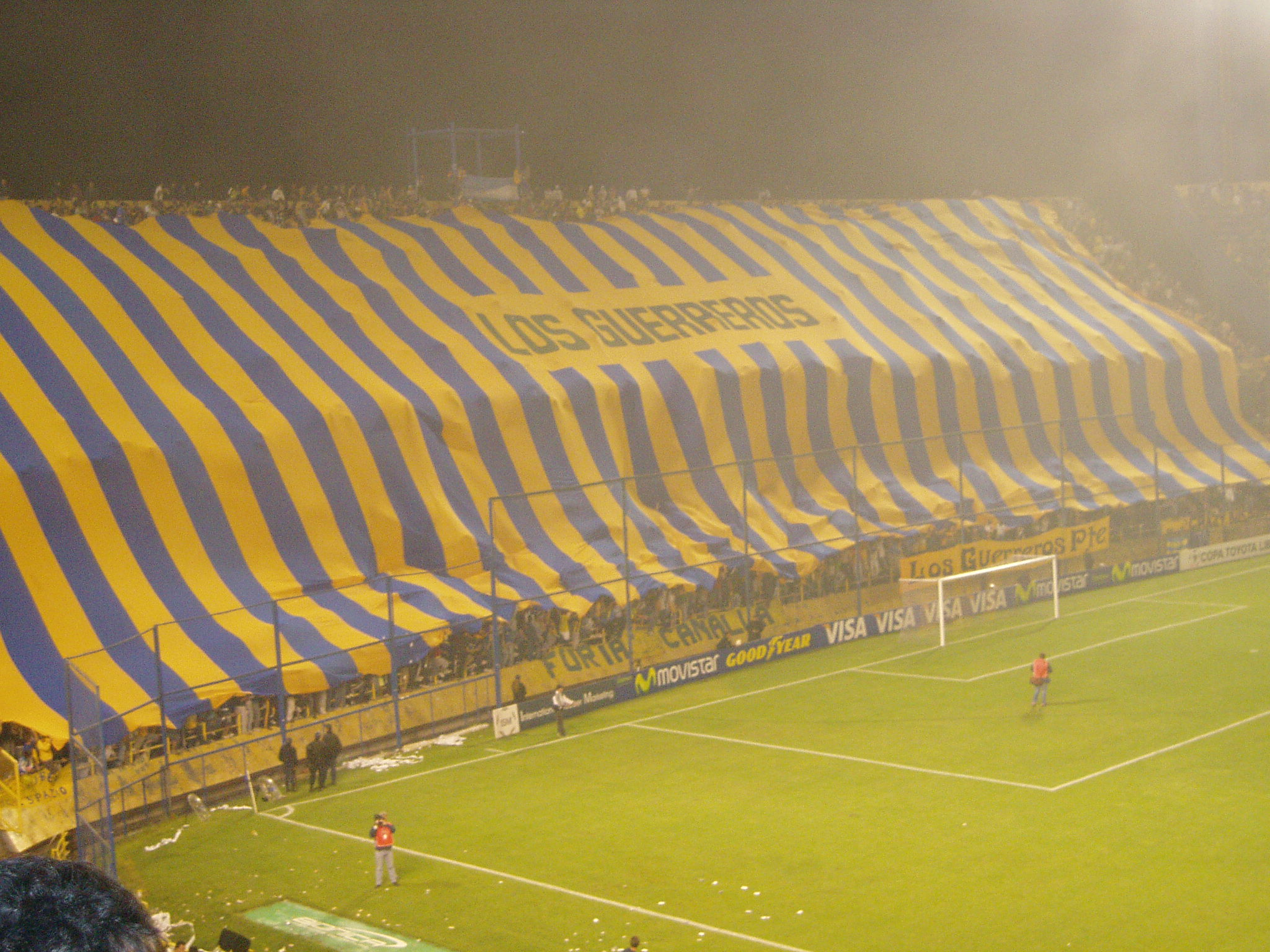
巨大な横断幕を掲げるセントラルのサポーター

2008年1月にはイギリスの雑誌「UK Football」が「世界のスタジアムの熱狂度」についてのランキングを発表し、セントラルは14位でアルゼンチンのクラブ中最高位となった。CAリーベル・プレートが20位で、ボカ・ジュニアーズが23位で、ラシン・クラブが48位でセントラルに続いた。アルゼンチンの地方都市では、全国的な人気クラブであるボカ・ジュニアーズやリーベル・プレートを応援するサポーターが人口の過半数を占めるとされるが、ロサリオ市では状況が異なる。1995年にナシオン紙が行った調査によると、ロサリオ市においてセントラルのサポーターは45%を占め、ニューウェルズのサポーターが30%で続いている。ボカ・ジュニアーズは7%、リーベル・プレートは6%にとどまっている。
CAチャカリタ・ジュニアーズとは非常に良好な関係を築いており、チャカリータとの試合の際には、サポーター同士がユニフォームを交換したり、スタジアム外でバーベキューをして親睦を深めている。アルゼンチンのCAヒムナシア・イ・エスグリマ・デ・フフイ、CAサン・マルティン・デ・トゥクマンとも良好な関係である。
セントラルサポーターの著名人には、アルベルト・オルメード（コメディアン/俳優）、リタ・ラ・サルバヘ（芸術家）、リベルタ・ラマルケ（歌手/女優）などがいる。オスバルド・バジェール、フォンタナローサなどの作家、フィト・パエス、フアン・カルロス・バグリエット、ホアキン・サビーナなどのミュージシャンもセントラルのサポーターである。
セントラルは労働者階級のチームというクラブカラーの為、ロサリオ出身のチェ・ゲバラ（革命家）もセントラルのサポーターだった。
またその影響で、キューバのフィデル・カストロ議長の贔屓のチームであると言われている。
ゲバラはクラブを代表するアイコンのひとりであるため、クラブやサポーターの愛称としてLos Guerreros（ロス・ゲレーロス、戦士/ゲリラ）が用いられる。ハビエル・マスチェラーノとエセキエル・ラベッシはセントラルの入団テストに落ちた過去があり、セントラルでのプレー経験はないが、両選手ともサポーターとして知られている。ラベッシは背中にセントラルのエンブレムのタトゥーを刻んでいる。
またPSGに所属するアンヘル・ディ・マリアも小さいころから、当クラブでプレーをしており、足にタトゥーを入れる等、熱狂的なサポーターとして知られ、復帰を夢見てる。

## スタジアム
ロサリオ市北東部のリサンドロ・デ・ラ・トーレ地区（アロシート地区として知られる）、アベシャネーダ大通りとヘノヴァ通りの交差部にあるエスタディオ・ヒガンテ・デ・アロシートをホームスタジアムとしている。公式には41,654人を収容する。1978 FIFAワールドカップでは、アルゼンチン代表の2次リーグ3試合すべてがヒガンテ・デ・アロシートで行われた。かつてセントラルのアイドル的存在だったマリオ・ケンペスは大声援を受け、得点王に輝く活躍でアルゼンチン代表の優勝に貢献した。

## 大衆文化
ロサリオ・セントラルは多くの映画、書籍、楽曲、演劇に登場し、いくつかの散文にも登場する。ロベルト・フォンタナローサの「19 de diciembre de 1971」（1971年12月19日）という物語は、ニューウェルズ・オールドボーイズ戦のためにブエノスアイレスを訪れたセントラルサポーターを題材にしている。
また毎年この日が訪れてるとロサリオでは、このときにダイビングヘッドのゴールを決めたアルド・ポイのゴールと同じくダイビング・ヘッドにてゴールを決めるということを行っている。

## ユニフォーム

### サプライヤーとスポンサー
2011年8月以来、アルゼンチンの都市銀行であるインヘコンセールが胸スポンサーとなっている。2012年7月、ブラジルのスポーツブランドであるオリンピクスとユニフォーム提供の契約を交わした。
| サプライヤー |                  |
| 期間         | 企業             |
| 1977-1982    | アディダス       |
| 1983-1992    | トッパー         |
| 1992-1993    | ウールシュポルト |
| 1993-1995    | ペナルティ       |
| 1995-1998    | ルコック         |
| 1998-2000    | アンブロ         |
| 2000-2006    | プーマ           |
| 2006-2009    | Kappa            |
| 2009-2012    | プーマ           |
| 2012-2014    | オリンピクス     |
| 2015-0000    | ナイキ           |

| スポンサー |                               |
| 期間       | 胸スポンサー                  |
| 1985-1986  | サネージャ (バイク)           |
| 1986-0000  | Aurora Grundig                |
| 1987-1992  | サネージャ (バイク)           |
| 1992-1998  | General Paz Seguros           |
| 1998-2001  | カブレオガール (メディア)     |
| 2001-2002  | -                             |
| 2002-2005  | トランスアトランティカ (旅行) |
| 2005-2009  | パラディーニ (食品)           |
| 2009-2011  | リベラ市 (マンション)         |
| 2011-2014  | インヘコンセール (銀行)       |
| 2014-0000  | バンコ・ムニシパリダッ (銀行) |

### ユニフォームの変遷
|           |
| 1890-1903 |

|         |
| 1903-04 |

|       |
| 1904- |

## 現所属メンバー
2022年9月15日現在
注：選手の国籍表記はFIFAの定めた代表資格ルールに基づく。
| No. | Pos. |              | 選手名                         |
| --- | ---- | ------------ | ------------------------------ |
| 2   | DF   | アルゼンチン | フリアン・ベラスケス           |
| 3   | DF   | アルゼンチン | ラウタロ・ブランコ             |
| 4   | DF   | アルゼンチン | ダミアン・マルティネス         |
| 5   | MF   | アルゼンチン | フランシス・マック・アリスター |
| 6   | DF   | アルゼンチン | フアン・コマル                 |
| 7   | DF   | アルゼンチン | マルセロ・ベニテス             |
| 8   | FW   | アルゼンチン | ワルテル・モントーヤ           |
| 9   | FW   | ウルグアイ   | ジョナタン・カンディア         |
| 10  | MF   | ベネズエラ   | ミチャエル・コベア             |
| 11  | FW   | アルゼンチン | ルシアーノ・フェレイラ         |
| 12  | GK   | アルゼンチン | フアン・パブロ・ロメロ         |
| 13  | MF   | コロンビア   | ホセ・レウド                   |
| 14  | DF   | アルゼンチン | ナサレノ・ロメロ               |
| 15  | FW   | アルゼンチン | ビクトル・マルコーラ           |
| 16  | MF   | アルゼンチン | マテオ・タンロンゴ             |
| 17  | FW   | アルゼンチン | アラン・マリネッリ             |
| 18  | MF   | アルゼンチン | フランチェスコ・ロ・チェルソ   |

| No. | Pos. |              | 選手名                         |
| --- | ---- | ------------ | ------------------------------ |
| 19  | GK   | アルゼンチン | ホルヘ・ブラウン               |
| 20  | DF   | アルゼンチン | フェルナンド・トレント         |
| 21  | MF   | アルゼンチン | フアン・ガブリエル・ロドリゲス |
| 23  | GK   | アルゼンチン | ガスパール・セルビオ           |
| 24  | FW   | アルゼンチン | アレホ・ベリス                 |
| 25  | MF   | アルゼンチン | フアン・クルス・セルード       |
| 26  | DF   | アルゼンチン | イスマエル・コルテス           |
| 27  | MF   | アルゼンチン | ジーノ・インファンティーノ     |
| 28  | FW   | パラグアイ   | グスタボ・ラミレス             |
| 29  | FW   | メキシコ     | ルカ・マルティネス             |
| 32  | DF   | アルゼンチン | ファクンド・アルマダ           |
| 33  | DF   | パラグアイ   | クリスティアン・バエス         |
| 34  | FW   | アルゼンチン | フランコ・フリアス             |
| 35  | DF   | アルゼンチン | ウリセス・チッチョリ           |
| 40  | MF   | アルゼンチン | ファクンド・ブオナノッテ       |
| 45  | MF   | アルゼンチン | ケビン・オルティス             |

## タイトル

### 国内タイトル

#### 全国タイトル
- スーペルリーガ・アルヘンティーナ (1部) : 4回
  - 1971N, 1973N, 1980N, 1986-87

- コパ・アルヘンティーナ : 1回
  - 2017-18

- プリメーラB・ナシオナル (2部) : 1回
  - 2012-13

- プリメーラB・メトロポリターナ (3部相当) : 3回
  - 1942, 1951, 1985

- コンクルーソ・ポル・エリミナシオン : 1回
  - 1913
- コパ・イバルグレン : 1回
  - 1915
- コパ・デ・オノール・ムニシパリダ・デ・ブエノスアイレス : 1回
  - 1916
- コパ・デ・コンペテンシア・ジョッキー・クラブ : 1回
  - 1916
- コパ・デ・コンペテンシア : 1回
  - 1920

#### 地域タイトル
- ロサリオ選手権 : 12回
  - 1908, 1914, 1915, 1916, 1917, 1919, 1923, 1927, 1928, 1930, 1937, 1938

### 国際タイトル
- コパCONMEBOL : 1回
  - 1995

## 歴代会長
- 1889-1900 コリン・カールデル
- 1901-1902 ウィリアム・タイロール・パウル
- 1902-1903 H・J・ムホール
- 1904-1905 R・M・ジャクソン
- 1906 H・スクリビナー
- 1907 J・A・ニッセン
- 1908 H・スクリビナー
- 1909 ミゲル・グリーン
- 1910 フェデリーコ・N・プップレト
- 1911-1912 E・A・オルテッリィー
- 1913 アルフレッド・レミー
- 1914-1915 E・A・オルテッリィー
- 1916-1917 トマス・フリン
- 1918-1920 フェデリーコ・フリン
- 1921-1922 ニコラス・S・エオエ
- 1923-1931 フェデリーコ・フリン
- 1932-1933 ラファエル・J・バッビーニ
- 1934-1935 フェデリーコ・フリン
- 1936-1938 フアン・T・ロウアウ
- 1939 ホセ・バレンティ
- 1939 アドルフォ・ボグリオーネ
- 1939 ルイス・C・マッティーア

- 1940-1941 ホセ・B・キンターナ
- 1941 ホセ・D・インオフ
- 1942 アグスティン・ロドリゲス・アラーシャ
- 1943-1944 ホセ・E・カローリア
- 1944-1946 ロベルト・モンセラット
- 1946-1948 アドルフォ・ボグリオーネ
- 1949 エルネスト・アリアス・サンス
- 1949-1950 アベル・モンテス
- 1951-1964 フェデリーコ・フリン
- 1965-1968 アドルフォ・ボエーリオ
- 1969 ロベルト・L・リッソ
- 1970-1992 ビクトール・J・バスコ
- 1992-1993 アントニオ・ロデーナス
- 1994-2001.9 ビクトール・J・バスコ
- 2001.9-2002.10 フアン・カルロス・カンパーニャ
- 2002.10-2003.8 ビクトール・J・バスコ
- 2003.8-2006.12 パブロ・スカラビーノ
- 2006.12-2007.6 フアン・ダウベス
- 2007.6-2007.8 パブロ・スカラビーノ
- 2007.8-2007.11 選挙まで会長職不在
- 2007.11-2010.5 オラシオ・ウサンディサーガ
- 2010.6- ノルベルト・エスペシアーレ

## 歴代監督

### 単一シーズン制時代 (-1966)
- エメリコ・イルシュル 1939-1940
- エンリケ・パロミーニ 1941-1945
- György Orth 1945
- ヘラルド・リバス 1945
- フランシスコ・ロカ 1946
- ヘラルド・リバス 1946
- ルイス・インダーコ 1946
- エンリケ・パロミーニ 1947
- ヘラルド・リバス 1947-1948
- フェルミン・レセア 1948-1954
- アルフレード・フォヘール 1955-1956
- ヘロニモ・ディアス 1957

- フアン・ピオット 1958-1959
- ロドルフォ・マス 1959
- フアン・カルロス・フォンダ 1960
- エンリケ・ルピス 1960-1961
- フアン・ピオット 1961
- エンリケ・ルピス 1961
- ヒム・ロペス 1962-1963
- ホセ・ダミーコ 1964-1965
- ウーゴ・バグヌーロ 1965
- ホセ・マリア・カスージョ 1965
- マヌエル・ヒウディセ 1966

### メトロポリターノとナシオナル時代 (1967-1985)
- ホセ・ミーニ 1966-1967
- ミゲル・イグノミリエージョ 1967-1969
- フランシスコ・エラウスキン 1969
- オマール・シボリ 1969-1970
- アンヘル・トゥリオ・ソフ 1970-1971
- カルロス・ティモテオ・グリグオル 1971
- アンヘル・ラブルナ 1971
- カルロス・ティモテオ・グリグオル 1971
- アンヘル・ラブルナ 1971-1972
- アンヘル・トゥリオ・ソフ 1972-1973
- カルロス・ティモテオ・グリグオル 1973-1975
- フランシスコ・エラウスキン 1975
- リカルド・デ・レオン 1975
- フランシスコ・エラウスキン 1975
- リカルド・デ・レオン 1975
- ホセ・マリア・シルベーロ 1976
- フランシスコ・エラウスキン 1976

- アルフィオ・バシーレ 1976
- カルロス・ティモテオ・グリグオル 1977-1978
- アンヘル・トゥリオ・ソフ 1979
- ロベルト・サポリティ 1980
- アンヘル・トゥリオ・ソフ 1980
- ネストル・マンフレディ 1980
- アンヘル・トゥリオ・ソフ 1980-1982
- ホセ・アウレリオ・パスクティーニ 1982
- アンヘル・トゥリオ・ソフ 1982
- ホセ・アウレリオ・パスクティーニ 1982
- リカルド・パルマ 1982
- ビセンテ・カジェターノ・ロドリゲス 1983
- リカルド・パルマ 1983
- ホセ・アウレリオ・パスクティーニ 1984
- レイナルド・ボルケン 1984
- ホセ・マジェオ 1984
- ミゲル・アンヘル・ロペス 1984

### ヨーロッパシーズン制時代 (1985-)
- アンヘル・トゥリオ・ソフ 1986-1987
- ネストル・マンフレディ 1987
- アンヘル・トゥリオ・ソフ 1987-1990
- カルロス・アイマール 1991
- アンヘル・トゥリオ・ソフ 1991
- エドゥアルド・ミゲル・ソラーリ 1992
- カルロス・アイマール 1992
- ホセ・マジェオ 1992
- ビセンテ・カンタトーレ 1993
- ペドロ・マルチェッタ 1993-1995
- エンリケ・サンティアゴ・フェルナンデス 1995
- ネストル・マンフレディ 1995
- アンヘル・トゥリオ・ソフ 1995
- ネストル・マンフレディ 1995
- アンヘル・トゥリオ・ソフ 1996-1997
- ミゲル・アンヘル・ルッソ 1997-1998
- エドガルド・バウサ 1998-2001
- フアン・ホセ・ロペス 2001
- ダニエル・テグリア 2001-2002
- セサル・ルイス・メノッティ 2002
- ミゲル・アンヘル・ルッソ 2002-2004
- ウーゴ・ガジョーニ 2004
- ビクトル・プア 2004
- アンヘル・トゥリオ・ソフ 2004

- アリエル・クッファーロ・ルッソ 2004
- アンヘル・トゥリオ・ソフ 2005
- アリエル・クッファーロ・ルッソ 2005
- アンヘル・トゥリオ・ソフ 2005-2006
- ウーゴ・ガジョーニ 2006
- レオナルド・アストラーダ 2006
- ネストル・ゴロシート 2006-2007
- ダニエル・リケルメ 2007
- カルロス・イスチア 2007
- ウーゴ・ガジョーニ 2007
- レオナルド・マデロン 2007-2008
- パブロ・サンチェス 2008
- グスタボ・アルファロ 2008-2009
- レイナルド・メルロ 2009
- ミゲル・アンヘル・ルッソ 2009
- アリエル・クッファーロ・ルッソ 2009-2010
- レオナルド・マデロン 2010
- レイナルド・メルロ 2010
- エクトル・リボイラ 2010-2011
- オマール・パルマ 2011
- フェルナンド・ランシデイ 2011
- フアン・アントニオ・ピッツィ 2011-2012
- ミゲル・アンヘル・ルッソ 2012-2014
- ウーゴ・ガジョーニ 2014
- エドゥアルド・クーデット 2015-2016
- パオロ・モンテーロ 2017
- レオナルド・フェルナンデス 2017-2018
- エドガルド・バウサ 2018-2019
- ディエゴ・コッカ 2019-2020
- キリ・ゴンサレス 2020-2022
- レアンドロ・ソモサ 2022-2022
- カルロス・テベス 2022-

## 歴代所属選手

### GK
- ロベルト・ボナーノ 1991-1996
- ロベルト・アボンダンシェリ 1994-1996

- クリスティアン・アルバレス 2006-2008

### DF
- ホセ・セリスエラ 1986
- ホセ・チャモ 1988-1991
- クラウディオ・ウベダ 1990-1994
- セルヒオ・バスケス 1992
- マルセーロ・トリビソンノ
- ロドルフォ・アルアバレーナ 1996

- マウロ・セット 2000-2002
- ダニエル・ディアス 2000-2003
- エミリアーノ・パパ 2002-2006, 2007-2008
- エドガルド・バウサ 1977-1982, 1986-1989
- ギジェルモ・ブルディッソ 2009-2010

### MF
- ダビド・ビスコンティ 1989-1993
- ホセ・ダニエル・バレンシア 1989

- キリ・ゴンサレス 1992-1995
- ワルテル・ガイタン 1997-1998

### FW
- セサル・ルイス・メノッティ 1960-1063
- マリオ・ケンペス 1974-1976
- マルセロ・デルガド 1990-1994
- ルシアーノ・フィゲロア 2001-2003, 2010-
- セサル・デルガド 2001-2003

- 片桐淳至 2004
- マルコ・ルベン 2004-2006
- パウロ・ワンチョペ 2006
- アンヘル・ディ・マリア 2005-2007